# Futbola Klubs Zibens/Zemessardze
Il Futbola Klubs Zibens/Zemessardze, o più semplicemente Zibens/Zemessardze, è stata una società calcistica lettone di Ilūkste.

## Storia
Fu fondata nel 1998 come squadra di Daugavpils, col nome di Zibens, vinse immediatamente la 2. Līga, ottenendo la promozione in seconda serie. Nel 2000 acquisì la denominazione di Zibens/Zemessardze e vinse la 1. Līga (seconda divisione del campionato lettone), ottenendo l'accesso alla massima serie. Prima dell'inizio della stagione 2002 cambiò nome in Stalkers/Zemessardze, ma nel corso del torneo tornò a chiamarsi Zibens/Zemessardze; concluse il campionato all'ultimo posto, retrocedendo. Al ritorno in seconda serie chiuse terzo; l'anno seguente si trasferì ad Ilūkste e finì quarto, ottenendo la promozione: infatti le prime tre classificate erano tutte formazioni di riserva di squadre di massima serie e, come tali, non promuovibili.
Nonostante ciò, rifiutò di prendere parte alla massima serie, rimanendo in seconda divisione. Nel 2006 si fuse con la seconda squadra del Dinaburg (squadra di massima serie di Daugavpils), cambiando nome in Dinaburg-Zemessardze e giocando alternativamente in casa sia Daugavpils che ad Ilūkste.
Nel 2007 riprese la storica denominazione di Zibens/Zemessardze, giocando esclusivamente ad Ilūkste. Dopo due stagioni in seconda serie il club scomparve ad inizio 2009.

## Palmarès

### Competizioni nazionali
- 1. Līga: 1

2000
- 2. Līga: 1

1998

### Altri piazzamenti
- 1. Līga:

Terzo posto: 1999, 2002